# Chlorophorus signaticollis
Chlorophorus signaticollis là một loài bọ cánh cứng trong họ Cerambycidae.